# Меезія
Меезія (Meesia) — рід мохів родини Meesiaceae. Рід має космополітичне поширення.
Назва роду Meesia дана на честь Девіда Мізе (1723–1770), який був голландським ботаніком, відомим своїм авторством Flora frisica в 1760 році.
Вперше рід був описаний Йоганном Гедвігом у 1801 році.
Види:
- Meesia hexasticha (Funck) Bruch
- Meesia lavardei Thér.
- Meesia longiseta Hedwig, 1801
- Meesia muelleri Müll. Hal. & Hampe
- Meesia novae-zealandia Dixon & Sainsbury
- Meesia squarrosa (Hedw.) Wahlenb.
- Meesia stygia (Sw.) Brid.
- Meesia triquetra (Richt.) Ångstr.
- Meesia ulei Müll. Hal.
- Meesia uliginosa Hedw.
- Meesia vagans (Hook. & Wilson) Müll. Hal.